# Bondrée noire
Henicopernis infuscatus
Espèce
Statut de conservation UICN

 VU A2cd+3cd+4cd;C1+2a(ii) : Vulnérable
Statut CITES
La Bondrée noire (Henicopernis infuscatus) est une espèce de rapace de la famille des Accipitridae.

## Répartition
Elle est endémique de l'île de Nouvelle-Bretagne au large de la Nouvelle-Guinée.

## Habitat
Elle habite les forêts humides tropicales et subtropicales. Elle est menacée par la perte de son habitat.